# Eduard Mohr (explorador)
Eduard Mohr (Bremen, 19 de febrero de 1828 - Malanje, 26 de diciembre de 1876) fue un explorador y comerciante alemán.

## Biografía
Fue hijo del comerciante de Bremen Nikolaus Mohr. Estudió comercio y en 1848 navegó hasta Nueva York, rodeó el Cabo de Hornos y llegó California, donde permaneció hasta 1851 trabajando en las minas de oro. Entre 1852 y 1854, participó en el comercio de sal en la península mexicana de Baja California. Realizó diversos viajes comerciales a Hawái, la India y la isla de Java.  
En 1863, volvió a Bremen y asistió a la escuela de oficiales. En 1866, emprendió un viaje de caza a las tierras zulúes de África. A finales de 1868, se embarcó en un nuevo viaje más largo hacia las cataratas Victoria del Zambeze. Los resultados de este viaje, en el que Mohr estuvo acompañado por el ingeniero metalúrgico Adolf Hübner, fueron muy valiosos por las determinaciones astronómicas realizadas durante el mismo. En 1870, Mohr regresó a Europa, dio conferencias sobre sus viajes y escribió varias obras sobre sus experiencias. 
A principios de 1876, recibió un encargo de la Compañía Alemana del África Oriental para explorar el interior del continente africano desde su costa occidental. Mohr llegó a Luanda, en la costa de Angola, a finales de agosto de 1876. Viajó en un barco de vapor por el río Cuanza hasta Dondo, unos 150 kilómetros tierra adentro. Después continuó a pie en dirección este hasta Malanje, en el centro de Angola. Éste debía ser el campamento base para futuros avances hacia el interior. Mohr, que al parecer sufría de depresión y estaba enfermo de malaria, murió allí a finales de diciembre, se cree que por una sobredosis de morfina. 

## Obras
- Reise- und Jagd-Bilder aus der Südsee, Californien und Südost-Afrika [Imágenes de viajes y caza de los mares del Sur, California y el sudeste de África] (1868).
- Eduard Mohr’s Reise im Inneren von Süd-Afrika. Von den Tate-Goldfeldern bis zum Zambesi und zurück nach Natal [El viaje de Eduard Mohr al interior de Sudáfrica. De los yacimientos auríferos de Tate al Zambeze y de regreso a Natal] (1871).
- Von Bremen nach dem Mosiwatunja, den Victoriafällen des Zambesi [De Bremen a Mosiwatunja, las cataratas Victoria del Zambeze]   (1871).
- Nach den Victoriafällen des Zambesi [Hacia las Cataratas Victoria del Zambeze] (1875).